# Patrik Liljestrand
Bo Patrik Liljestrand (* 25. Januar 1966 in Uddevalla) ist ein schwedischer Handballtrainer und ehemaliger Handballspieler.

## Spielerkarriere
Der 1,92 m große und zu seiner aktiven Zeit 100 kg schwere Torwart spielte für die schwedischen Vereine GF Kroppskultur und Ystads IF, mit dem er 1992 Schwedischer Meister wurde.
In der Schwedischen Nationalmannschaft debütierte Patrik Liljestrand 1988. Bei den Olympischen Spielen 1992 war er dritter Torhüter hinter Mats Olsson und Tomas Svensson. Er bestritt ein Vorrundenspiel und gewann die Silbermedaille. Bis 1993 bestritt er 22 Länderspiele.

## Trainerkarriere
1998 wurde Patrik Liljestrand Spielertrainer bei IFK Ystad. Nach zwei Jahren ging er nach Norwegen zu Stord IL. In der Saison 2002/03 trainierte er Drammen HK. Zur Saison 2003/04 wurde Patrik Liljestrand Assistenztrainer von Kent-Harry Andersson beim deutschen Bundesligisten HSG Nordhorn. Nach einem Jahr übernahm er den Trainerposten beim Aufsteiger TV Emsdetten, bei dem er weitere vier Spielzeiten unter Vertrag stand. 2008 verpflichtete ihn der Absteiger TuS N-Lübbecke, mit dem ihm 2008/09 mit 66:2 Punkten der souveräne Wiederaufstieg in die Bundesliga gelang. Im DHB-Pokal 2009/10 erreichte er das Final Four in Hamburg. Im Oktober 2010 wurde er in Lübbecke freigestellt. Zur Saison 2011/12 kehrte er nach Emsdetten zurück und schaffte 2012/13 den Aufstieg ins Oberhaus. Ab 2013 trainierte er den polnischen Verein NMC Powen Zabrze, mit dem er 2013/14 Dritter der PGNiG Superliga Mężczyzn wurde und sich für die Play-offs qualifizierte. Im Sommer 2015 wechselte er zum schwedischen Klub IFK Skövde HK. Im Sommer 2018 übernahm er die Damenmannschaft von Boden Handboll. Nachdem Boden in den ersten sieben Spielen unter seiner Leitung sieglos geblieben war, gingen Boden und Liljestrand im November 2018 getrennte Wege. Ab dem Januar 2019 trainierte er den polnischen Erstligisten MKS Kalisz. Zur Saison 2020/21 übernahm Liljestrand den Ligakonkurrenten Grupa Azoty Tarnów, den er zwei Spielzeiten betreute. Ab dem Sommer 2022 war er beim polnischen Erstligisten Górnik Zabrze als Co-Trainer beschäftigt. Nachdem die Vereinsführung von Górnik Zabrze im September 2022 den Trainer Marcin Lijewski entlassen hatte, übernahm Liljestrand diesen Posten. Nach zwei Spielzeiten bei Górnik Zabrze verließ er den Verein. Zwischen November 2024 und März 2025 betreute er den polnischen Erstligisten WKS Śląsk Wrocław. Zur Saison 2025/26 wird er das Co-Traineramt des dänischen Erstligaaufsteigers HØJ Håndbold übernehmen.

## Privates
Patrik Liljestrand ist verheiratet und hat zwei Kinder.